# Pseudomyrmex ferrugineus
Pseudomyrmex ferrugineus (Smith, 1877) è una formica della sottofamiglia Pseudomyrmecinae.

## Descrizione

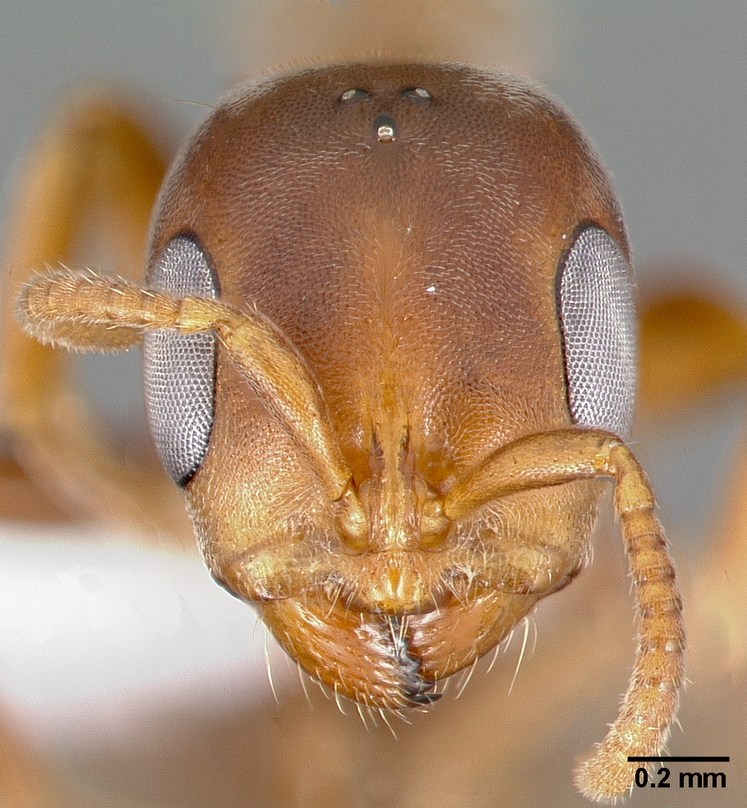

## Biologia

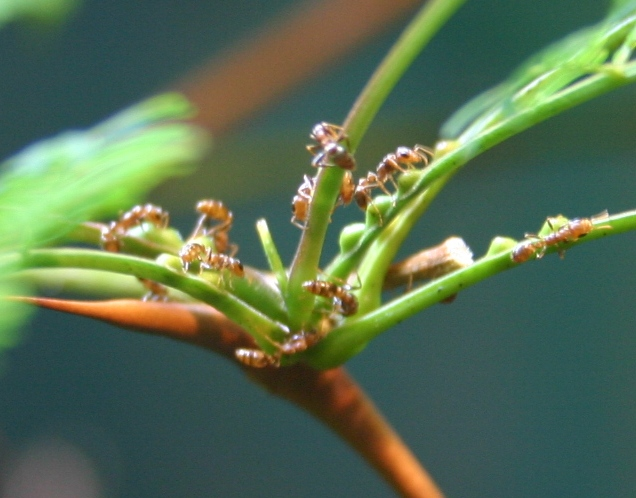

P. ferrugineus ha un rapporto di simbiosi mutualistica con la pianta mirmecofila Acacia cornigera.
La pianta ospita le colonie di P. ferrugineus all'interno di domazie presenti nelle stipole spinose cave e offre loro nutrimento, rappresentato dai corpuscoli di Belt presenti sull'apice delle foglioline. Le formiche a loro volta proteggono la pianta dagli attacchi degli insetti fitofagi ed impediscono l'attecchimento delle piante epifite.